# HD 41248
HD 41248 är en ensam stjärna belägen i den mellersta delen av stjärnbilden Målaren. Den har en skenbar magnitud av ca 8,82 och kräver åtminstone en stark handkikare eller ett mindre teleskop för att kunna observeras. Baserat på parallaxmätning inom Hipparcosuppdraget på ca 19,1 mas, beräknas den befinna sig på ett avstånd på ca 171 ljusår (ca 52 parsek) från solen. Den rör sig bort från solen med en heliocentrisk radialhastighet på ca 3 km/s.

## Egenskaper
HD 41248 är en gul till vit stjärna i huvudserien av spektralklass G1 V och är en solliknande stjärna. Den har en massa som är ca 0,9 solmassor, en radie som är ca 0,8 solradier och har ca 0,78 gånger solens utstrålning av energi från dess fotosfär vid en effektiv temperatur av ca 5 000 - 6 000 K.

## Planetsystem
HD 41248 undersöktes i High Accuracy Radial Velocity Planet Searcher (HARPS) och det antogs initialt att den inte hade planeter, men granskning av spektrumet visade att den kunde ha två superjordar med omloppsperioder på 18,357 respektive 25,648 dygn och en minsta massa på 12,3 respektive 8,6 jordmassor. Planeterna har en medelrörelse av 7:5. Förekomsten av planeterna har ifrågasatts som en möjlig falsk observation på grund av stjärnaktivitet, med en cykel på 25 dygn relaterad till stjärnans rotationsperiod. De ursprungliga upptäckarna medgav att små planetsignaler kunde vara svåra att skilja från signalbrus och noterade att stjärnan hade blivit mer aktiv de senaste åren. Men vid analys av all data drogs slutsatsen att stabiliteten hos radiella hastighetssignaler under tio år stärkte planethypotesen. De tillägger att mer avgörande bevis kan komma när instrument som fungerar i det nära infraröda området, som CARMENES eller Habitable Zone Planet Finder (HPF), blir operativa.